# Sky Sabre (Flugabwehrraketensystem)
Sky Sabre (auf Deutsch: Himmelssäbel) ist ein britisches Luftverteidigungssystem, das von den Firmen MBDA Missile Systems (federführend), der Saab Group und Rafael entwickelt wurde. Gemäß MDBA eignet sich das System zur 360°-Rundumverteidigung gegen Flugzeuge, Hubschrauber, Drohnen und Lenkflugkörper.

## Entwicklungsgeschichte
Das Rüstungsunternehmen MBDA unterzeichnete im April 2017 einen Vertrag im Wert von 323 Mio. GBP mit der britischen Regierung über die Lieferung von Luftabwehrsystemen für die Royal Navy und die British Army. Das Unternehmen hat bereits in den 2000er-Jahren die Flugabwehrlenkwaffe Common Anti-air Modular Missile (CAMM) entwickelt, die für die Verteidigungssysteme Sea Ceptor und Land Ceptor Verwendung findet.
Bereits 2008 erhielt Saab den Zuschlag über die Lieferung von fünf Giraffe-AMB-Radarsystemen zur Echtzeit-Luftraumüberwachung, um britische Bodentruppen im Einsatz zu schützen. Im August 2015 wurden weitere Giraffe-Radare zugekauft sowie aktuelle Upgrades für die bestehenden Systeme erworben. Somit bot es sich an, diese bereits im Einsatz befindenden Radare für das neue Flugabwehrraketensystem zu nutzen. Parallel dazu konnte das israelische Unternehmen Rafael gewonnen werden, das ein spezielles C4I-Führungsinformationssystem entwickelt hat, welches in ähnlicher Ausführung bereits beim Iron Dome Verwendung fand.
Die Evaluierung des Sky-Sabre-Systems wurde 2019 abgeschlossen und im Dezember 2021 erfolgte die Übergabe der ersten Batterie an die British Army. Es wird das aus den 1970er-Jahren stammende Kurzstrecken-Luftabwehrsystem „Rapier“ ersetzen, das bis 2020 bei der British Army im Einsatz war.

## Technik
Das allwetterfähige Sky-Sabre-Flugabwehrsystem dient der Bekämpfung von Kampfhubschraubern, Kampfflugzeugen, unbemannten Luftfahrzeugen, Marschflugkörpern und Luft-Boden-Lenkwaffen in tiefen bis mittleren Höhen über dem Gefechtsfeld und zum Schutz von mechanisierten Verbänden. Sky Sabre kann gleichzeitig 24 Lenkwaffen gegen 24 Ziele von der Größe eines Tennisballes einsetzen.
Sky Sabre besteht aus einem mobilen Gefechtsstand von Rafael, einem Giraffe-3D-Radar von Saab mit einer Reichweite von 120 km sowie aus mindestens einem MBDA-Land-Ceptor-Starter, der acht CAMM-Flugabwehrraketen verwendet. Um die Starter feuerbereit zu machen, werden die Lenkwaffencontainer aus der horizontalen Transportposition in die Vertikale angestellt. Beim Raketenstart wird der Flugkörper durch eine Gasladung nach oben aus dem Behälter ausgestoßen. Erst in einigen Metern Höhe wird das Marschtriebwerk gezündet (Kaltstart (Rakete)), das die CAMM-Rakete auf das Ziel ausrichtet und beschleunigt.
Der modulare mobile Gefechtsstand namens MIC4AD von Rafael verbindet durch ein C4I-System das Radar der Batterie mit den Land-Ceptor-Startern.
Über die taktische Link-16-Datenverbindung kann Sky Sabre Informationen mit Schiffen der Royal Navy, Systemen der Royal Air Force und NATO-Verbündeten austauschen. Sämtliche Komponenten nutzen geländegängige MAN-HX-LKW (8×8).

## Einsatz
Der britische Verteidigungsminister Ben Wallace gab am 17. März 2022 bekannt, dass das britische Sky-Sabre-System zeitnah in Polen stationiert werden sollte. Die Verlegung erfolgte im Rahmen der von der NATO beabsichtigten Stärkung der Ostflanke des Bündnisses vor dem Hintergrund der russischen Invasion in die Ukraine. Insgesamt wurden im Zuge dessen 100 Soldaten verlegt, die mit der Flugabwehrtechnik etwa sechs Monate in Polen bleiben sollten. Der Einsatz zum Schutz der wichtigsten militärlogistischen Drehscheibe für die Ukraine-Hilfe auf dem polnischen Flughafen Rzeszów-Jasionka wurde viermal verlängert und endete im Dezember 2024.

## Verbreitung
- Vereinigtes Königreich – unbekannte Anzahl
- Polen – Im Jahr 2022 bestellte Polen zwei Batterien mit je drei Starterfahrzeugen[12]